# امیر حسن چوپانی
امیر حسن ، شاهزاده‌ای چوپانی در زمان ایلخانان و در اوایل قرن چهاردهم میلادی بود. او پسر ارشد امیرالامرایِ مغولان، امیر چوپان، بود.
حسن در زمان حیات پدرش، نایب‌السلطنه خراسان و مازندران شده بود. وقتی امیر چوپان به هرات گریخت و متعاقباً اعدام شد، حسن به ازبک خان در اردوی آبی پناه برد. او تحت فرمان ازبک خان خدمت کرد و بر اثر زخم‌هایی که در نبرد برداشته بود، درگذشت. حسن سه پسر داشت: طالع، حاکم اصفهان ، فارس و کرمان که او را تا اردوی آبی همراهی کرد و در آنجا درگذشت؛ حاجی بیگ؛ و قوچ حسین که در سال ۱۳۴۳ میلادی به دستور ایلخان، سلیمان خان، اعدام شد.